# Шипчандлер

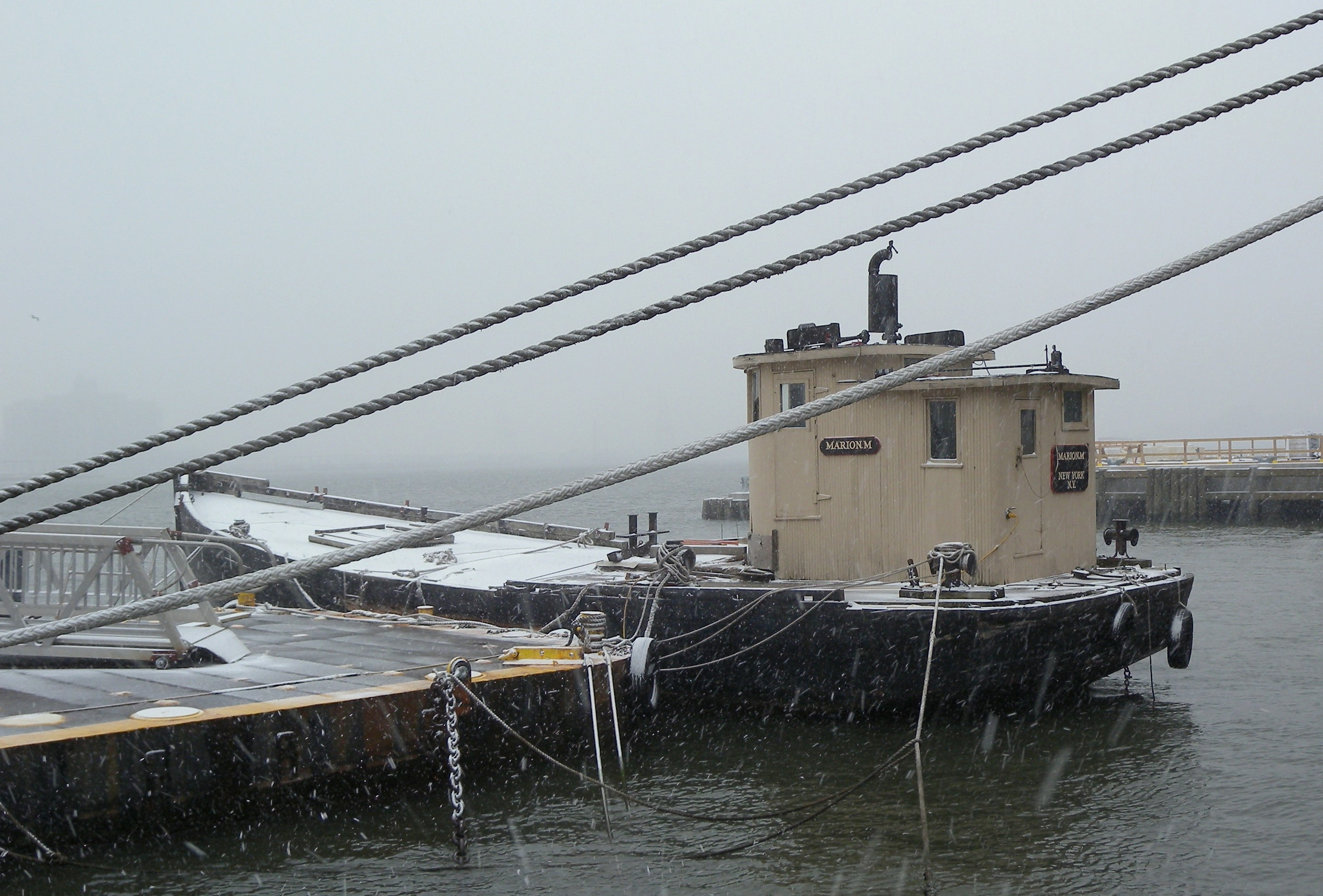

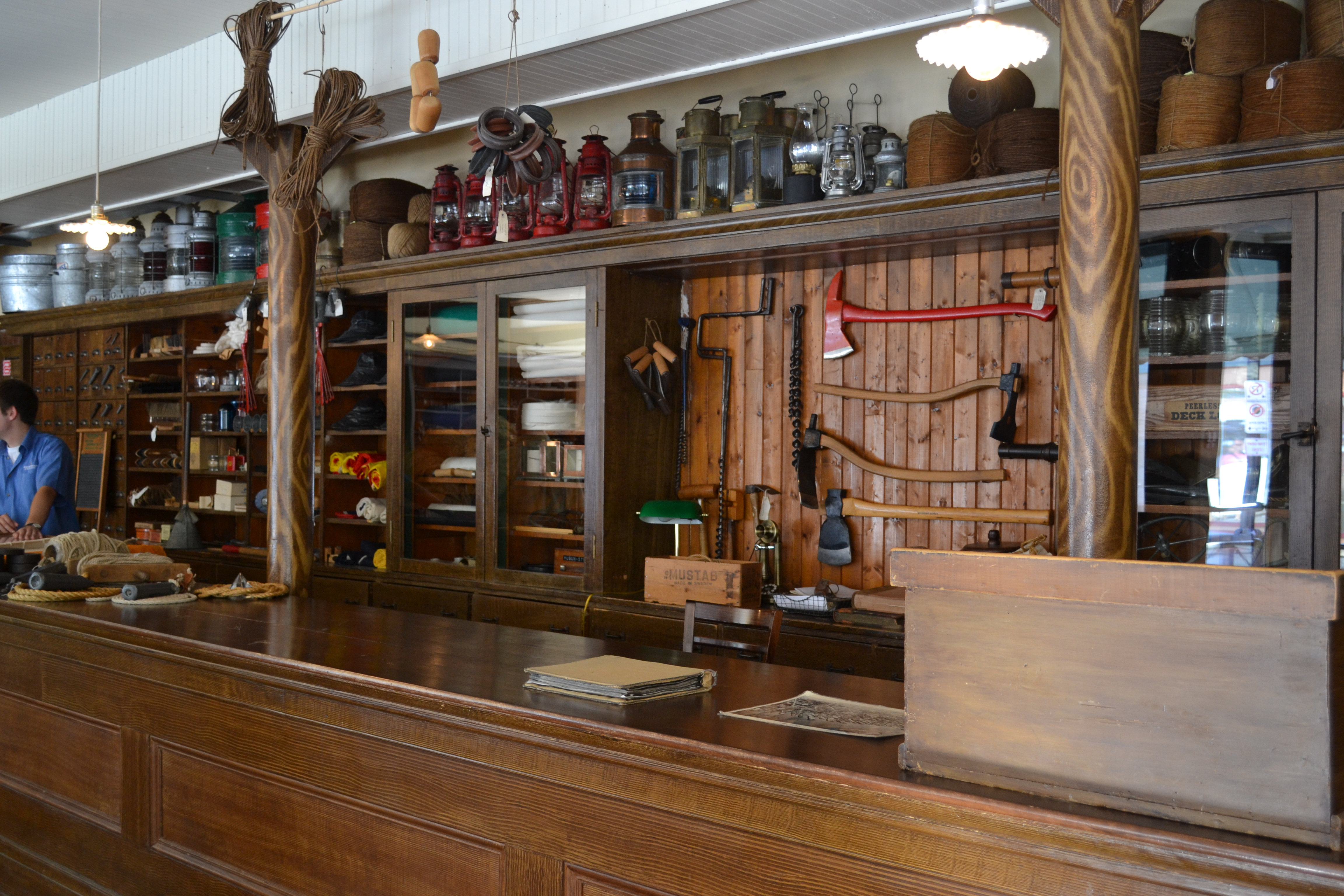

Шипча́ндлер (англ. ship chandler — «судовой поставщик») — торговый морской термин, которым называют лицо-поставщика продовольствия и корабельного оборудования, с целью нормальной эксплуатации судна и безопасности мореплавания.

## Обязанности шипчандлера
В «Справочнике квалификационных характеристик профессий работников» шипчандлера относят к специалистам морского транспорта со следующими должностными обязанностями:
- Обеспечивает обслуживание судна в порту[1]
- Получает по нарядам, заявкам и другим документам товарно-материальные ценности, необходимые для судна: сырьё, материалы, оборудование, комплектующие изделия, инвентарь, канцелярские принадлежности
- Помогает администрации судна в налаживании контактов с местными органами власти и торгово-снабжающими организациями. Обеспечивает своевременную доставку товарно-материальных ценностей на судно, следит за их хранением
- Контролирует соблюдение требований охраны труда во время погрузочно-разгрузочных работ и доставки грузов, которые приобретены для судна
- Оформляет необходимую документацию на грузы, которые получены и отправлены, оплачивает по распоряжению судовладельца и капитана судна товары, которые были приобретены
- Выполняет разнообразные поручения судовладельца или капитана, способствует экономии затрат на приобретение материальных ресурсов

## В культуре
- Профессию шипчандлера (в произношении — шипша́ндер) обыгрывают в сатирической повести В. Кунина «Иванов и Рабинович или ай гоу ту Хайфа!»